# Laccophilus quadrivittatus
Laccophilus quadrivittatus är en skalbaggsart som beskrevs av Aubé 1838. Laccophilus quadrivittatus ingår i släktet Laccophilus och familjen dykare. Inga underarter finns listade i Catalogue of Life.